# Achtyrski
Achtyrski (russisch Ахтырский) ist eine Siedlung städtischen Typs in der Region Krasnodar (Russland) mit 20.100 Einwohnern (Stand 14. Oktober 2010).

## Geographie
Die Siedlung liegt am Rand der bewaldeten Vorberge des Westteils des Großen Kaukasus, die südlich des Ortes allmählich bis gut 500 m Höhe ansteigen, knapp 60 Kilometer Luftlinie westsüdwestlich des Regionsverwaltungszentrums Krasnodar. Durch den Ort fließt der Achtyr, ein linker Nebenfluss des in den Kuban mündenden Chabl.
Achtyrski gehört zum Rajon Abinsk und liegt zehn Kilometer östlich von dessen Verwaltungszentrum Abinsk.

## Geschichte
An Stelle der heutigen Siedlung entstand 1863 eine Staniza, als in der Endphase des Kaukasuskrieges (1817–1864) zum Zwecke der Stärkung der russischen Positionen in dem Gebiet Kosaken angesiedelt wurden. Die ersten Siedler stammten aus bereits bestehenden Stanizen der Region sowie den Gouvernements Poltawa und Charkow. Die Staniza erhielt nach der ursprünglichen Bezeichnung des Flüsschens Antchyr zunächst den Namen Antchyrskaja. 1867 wurde der Name in Achtyrskaja geändert, um seine Herkunft aus den „Sprachen der Bergvölker“ (dort Adygeisch) weniger offensichtlich zu machen, zudem als Anpassung an russische Aussprachegewohnheiten und Anlehnung an den Namen der Stadt Achtyrka im Gouvernement Charkow (heute ukrainisch Ochtyrka in der Oblast Sumy).
Kurz vor Beginn des Zweiten Weltkriegs wurden ab 1938 im Bereich der Staniza Erdöl- und Erdgasvorkommen entdeckt, womit sich eine Wandlung des zuvor landwirtschaftlich geprägten Ortscharakters abzeichnete. Diese Entwicklung wurde durch den Kriegsbeginn aufgehalten. Achtyrskaja wurde am 17. August 1942 während der Sommeroffensive („Fall Blau“) der deutschen Wehrmacht von dieser eingenommen. Die Zurückeroberung durch die Rote Armee erfolgte am 22. Februar 1943.
1948 wurde mit dem Bau einer Erdölarbeitersiedlung begonnen, die zunächst eigenständig war und 1952 unter dem Namen Achtyrski den Status einer Siedlung städtischen Typs erhielt. Mit Beschluss vom 22.  September 1958 wurden Arbeitersiedlung und Staniza sowie das nahe Dorf Dubrawinski unter dem heutigen Namen und Status zusammengeschlossen.

### Bevölkerungsentwicklung
| Jahr | Einwohner |
| ---- | --------- |
| 1939 | 5.225     |
| 1959 | 15.691    |
| 1970 | 18.170    |
| 1979 | 18.341    |
| 1989 | 18.568    |
| 2002 | 19.219    |
| 2010 | 20.100    |

Anmerkung: Volkszählungsdaten

## Wirtschaft und Infrastruktur
Nachdem die Erdölvorkommen im Gebiet um Achtyrski seit den 1980er-Jahren weitgehend erschöpft sind, ist die Siedlung heute wieder vorrangig Zentrum eines Landwirtschaftsgebietes.
Die Siedlung liegt an der von der Nordkaukasischen Eisenbahn betriebenen, 1888 eröffneten, auf diesem Abschnitt 1994 und durchgehend im Jahr 2000 elektrifizierten Eisenbahnstrecke Tichorezkaja – Krasnodar – Krymskaja – Noworossijsk (Stationsname Achtyrskaja; Streckenkilometer 729 ab Wolgograd). Südlich wird die Staniza von der Fernstraße A146 umgangen, die die M4 bei Krasnodar mit der M25 verbindet und eine Alternativroute zum Schwarzmeerhafen Noworossijsk darstellt.